# 四軒家駅
四軒家駅（しけんやえき）は、岐阜県大垣市にあった、伊勢電気鉄道養老線（現・養老鉄道養老線）の鉄道駅（廃駅）である。

## 歴史
開業して、10年も経たないうちに廃止された。

### 年表
- 1922年（大正11年）6月25日：揖斐川電気（現・イビデン）の貨物駅として、室 - 河間間に新設開業[1]。
- 1927年（昭和2年） - 1930年（昭和5年）頃：廃止[1]。

## 隣の駅
伊勢電気鉄道
養老線
室駅 - 四軒家駅 - 河間駅
- 1944年（昭和19年）、当駅跡地と河間駅の間に北大垣駅が新設開業し、現在に至る。